# Odborná literatura
Odborná nebo také naučná literatura je literární žánr, který slouží k prezentaci deklarativně přesných poznatků vědeckého charakteru získaných vlastním výzkumem nebo odvozených z dřívějších prací.
Naučná literatura klade důraz zejména na správnost a ověřitelnost údajů, proto by u vědecké práce měl být uveden autor, a veškeré prameny, ze kterých práce vychází, by měly být řádným způsobem citovány. Vychází-li práce z vlastního výzkumu, měly by být co nejpodrobněji popsány jeho podmínky, průběh a výsledky. Styl odborné práce by měl být přesný a jasný, ale podrobný, neměl by obsahovat žádné zbytečné literární ozdoby, ale ani dvojznačnosti a nejasnosti, a pochopitelně ani očividné stylistické chyby. Vědecká práce u čtenáře předpokládá určitou znalost tématu, a proto používá odborné termíny a určité předpoklady považuje za samozřejmé. Čtivost, poutavost nebo literární krása textu není hlavním cílem odborné literatury, přestože některá díla jimi, i za splnění definice odborné literatury, vynikají (např. historické spisy Theodora Mommsena, filosofické práce Ludwiga Wittgensteina, některé texty Stephena Hawkinga). Konvence odborné literatury se v jednotlivých zemích liší (např. v českém prostředí je běžné používání autorského plurálu, v anglofonním světě je naopak považováno za nevhodné až arogantní) a vyvíjí se spolu s rozvojem vědy.
Odborná literatura je mimo knižní publikace vydávána ve specializovaných časopisech, většinou zaměřených na konkrétní vědní obor. V současnosti je nejrozšířenější formou odborné literatury studie. Odbornou literaturu je třeba důsledně rozlišovat od beletrie a také populárně vědecké literatury, která se snaží odborné poznatky zpopularizovat a zpracovat je co nejčtivější formou, ač je to často na škodu jejich přesnosti a někdy i věcné správnosti. Sem patří například i některé učebnice a různé dějepisné knihy, které přibližují minulost dětem. Schopnost produkovat odborné texty musí v Česku dokázat každý absolvent vysoké školy formou závěrečné práce. Naučná literatura není určena jen dospělým, ale i dětem.